# Qingshui (sockenhuvudort i Kina, Jiangxi Sheng, lat 28,55, long 117,89)
Qingshui (kinesiska: 清水) är en sockenhuvudort i Kina. Den ligger i provinsen Jiangxi, i den sydöstra delen av landet, omkring 200 kilometer öster om provinshuvudstaden Nanchang. Antalet invånare är 22 420. Befolkningen består av 11 173 kvinnor och 11 247 män. Barn under 15 år utgör 26,0 %, vuxna 15-64 år 65 %, och äldre över 65 år 7,0 %.
Runt Qingshui är det tätbefolkat, med 266 invånare per kvadratkilometer. Närmaste större samhälle är Xuri, 12,8 km söder om Qingshui. Trakten runt Qingshui består till största delen av jordbruksmark.
Genomsnittlig årsnederbörd är 2 755 millimeter. Den regnigaste månaden är juni, med i genomsnitt 477 mm nederbörd, och den torraste är oktober, med 35 mm nederbörd.